# Gariopontus
Gariopontus, in den Handschriften auch Guarimpotus und Warimbotus, war ein Arzt und Autor aus der Schule von Salerno. Er wirkte im 11. Jahrhundert und gehört zu den frühesten bekannten Autoren der Schule.

## Wirken
Über das Leben von Gariopontus ist lediglich bekannt, was Petrus Damiani um 1060 in einem Brief an Landulf von Mailand mitteilt. Demnach war Gariopontus zu dieser Zeit bereits ein alter Mann, den Petrus als sehr ehrenhaft und gebildet beschreibt. Laurentius von Amalfi nennt ihn in einem Brief ehrerbietend 'domnus'.
In seiner Krankheitslehre Passionarius (auch Liber nosematon) kompiliert Gariopontus fachkundig frühere Quellen wie Ad Glauconem de medendi methodo von Galenos, den pseudo-galenischen Liber tertius, das Aurelius-Esculapius-Ensemble sowie Auszüge aus der Euporista von Theodorus Priscianus und zur Gicht aus Alexander von Tralleis. Paulos von Aigina wird zwar namentlich genannt, wurde aber offenbar nicht genutzt. Das Werk ist in sieben große Abschnitte gegliedert:
- Buch 1: Kopf, Gehirn, Nerven.
- Buch 2: Lunge und Oberkörper.
- Buch 3: Abdomen und Hüfte.
- Buch 4: Muskeln und Gliedmaßen.
- Buch 5: Haut.
- Bücher 6 und 7: Fieber.[3]

Die Kompilation fand rasch Verbreitung, Florence Eliza Glaze konnte für die Zeit bis 1225 insgesamt 40 erhaltene Handschriften nachweisen, in denen zumindest Teile der Krankheitslehre enthalten sind.

## Frühdrucke
- Passionarius Galeni ... egritudines a capite ad pedes usque complectens in quinque libros particulares divisus, una cum febrium tractatu earumque sintomatibus. Bartholomäus Trot, Lyon 1526.
- Garioponti vetusti admodum medici ad totius corporis aegritudines remediorum. Henricus Petrus, Basel 1531.
- Habes sincerioris medicinae amator, iterum renatos VIII de morborum causis, accidentibus et curationibus libros ... Henricus Petrus, Basel 1536.